# 아주대학교
아주대학교(亞洲大學校, Ajou University)는 대한민국 경기도 수원시 영통구 월드컵로 206에 위치한 4년제 사립 대학이다.
1971년, 대한민국과 프랑스 양국은 교육사업을 통해 기술과 문화를 교류하기 위해 ‘한·불기술 초급대학 설립에 관한 협정'을 체결했다. 1972년 12월 박창원이 아주공업초급대학으로 설립인가를 받아 1973년 3월 개교하여 초대 학장에 김현남이 취임하였다. 설립 배경은 1965년 12월 한·불 양국간의 문화 및 기술협정 체결로 기술계 초급대학의 설립이 결정됨에 따라 박창원이 학교법인 유신학원을 발족하여 학교를 설립하게 된 것이다.
1973년 12월 4년제 아주공과대학으로 승격 인가되었고, 4개 학과에 입학정원은 480명이었다. 1977년 3월 대우그룹 김우중 회장이 설립한 대우학원에 인수되었다. 1981년 3월 종합대학인 아주대학교로 개편되어 초대 총장에 이용희가 취임하였으며, 인문사회대학, 경영대학, 공과대학 3개 단과대학에 10개 학과로 편성하고 정원 40명의 대학원을 개원하였다. 1985년 산업대학원, 1988년 경영대학원을 신설하였다. 1988년에는 의과대학을 신설하였고, 1994년 아주대학교병원이 준공 및 개원하였다. 1998년 정보통신대학원을 설립하고, 뇌질환연구센터·과학영재교육센터·창업지원센터를 부설하였으며, 1999년 BK21사업에 선정되고, 정보통신전문대학원을 신설하였다. 2000년 디지털도서관을 개관하고, 2002년 ITS대학원·과학영재교육원, 2003년 보건대학원을 신설하였다. 2004년 산학협력단을 설치하였고, 2005년 법과대학, 2006년 간호대학을 신설하였다. 2008년 법학전문대학원이 설치인가 되었다. 2010년에는 약학대학을 설립하여 오늘에 이르게 되었다.

## 학사과정

### 대학 과정
2025년도 기준 12개 단과대학과 1개의 학부가 설치되어 있다.

### 마이크로와 연계 전공
2024년 기준 학과 전공 외에도 다양한 마이크로 전공과 연계전공이 개설되어 있다. 마이크로전공이란 융합 능력을 배양하고 타 학문에 대한 접근 기회를 제공하기 위해 학과 또는 학제 간 개설된 부전공보다 작은 이수 단위의 교육과정을 뜻한다. 예로 의과대학의 주관 마이크로전공으로는 의과학과 의료인공지능이 있으며 바이오·헬스케어 전공이 개설되어 있다.

### 첨단바이오융합대학
아주대학교는 의과대학, 약학대학, 공과대학에 자연과학대학, 소프트웨어융합대학과 대학병원이 같이 자리하여 한국 유일무이 바이오융합 연구분야에 최적화된 환경을 가진다.  광교 바이오 클러스터와 긴밀한 연계, 제약 바이오 산업체와 협력이 가능하다. 아주대학교는 내외부적 입지장점을 활용해 첨단 바이오의 초석이 될 포괄적 융복합 공학 교육과 연구를 선도하기 위해 첨단바이오융합대학을 신설했다. 
노화, 질병, 건강한 먹거리, 환경 친화적 소재 등 인간과 생명의 문제를 해결하기 위해선 생물학 지식을 아는 것으로는 충분하지 않다. 의학, 약학, 화학, 인공지능, 기계공학 등 다양한 융복합적 사고가 필수적이다. 그래서 첨단바이오를 다루는 단과대학을 신설했으며, 두 전공이 있다. 난치성 질환의 치료를 목표로 바이오의약품, 합성의약품 연구 및 개발에 집중하는 혁신신약공학 전공이 있다. 지속가능한 환경을 위한 바이오소재와 식품, 화장품 분야 기능성 소재 개발에 초점을 맞추는 바이오첨단소재공학 전공이 있다. 그리고 산학네트워크, 취업연계형 인턴십, 학점연계형 현장실무교육도 있다.
주요 과목으로는 생물통계, 생물물리화학, 바이오분석화학, 소분자합성및 분자도안(구 천연물이용학), 생물반응공학, 바이오소재화학, 인공지능 신약개발, 바이오제조공정, 약동학-약력학, 첨단바이오 산업동향, 바이오품질관리, 질병과 건강의 이해, 창업과 지식재산권, 바이오헬스 현장실무, 프로그래밍입문이 있다.

## 대학원
아주대학교는 1개의 일반대학원, 1개의 전문대학원, 11개의 특수대학원으로 이루어져있다.
인문대학에선 디지털휴머니티학과가 있다. 디지털휴머니티융합학과는 인문 대학원 전공도 새롭게 다학제/융합 분야로 변화할 것을 요청하는 시대와 사에 부응하여 최초로 인문학, 정신분석학, 디지털기술이 융합하여 새로 학문분야를 선도한다는 자부심과 책임감을 갖고 탄생하였다. 디지털휴머니티융합학과는 <의료인문정신분석전공>과 <디지털휴머니티전공>으로 구성된다.
인문대학의 인문과학연구소는 이주문화 연구센터, 문화콘텐츠 연구센터, 디지털휴머니티 연구센터, 디지털역사 연구센터로 구성되어 있는데, 현행 연구로는 이와 비슷하게 "디지털역사학의 정립과 확산: 생애주기 역사데이터 기반 조선시대 지배엘리트의 연망 연구를 중심으로"가 있다. 다양한 디지털 기술과 역사학 연구를 접목한 이 연구는 생소한 디지털역사학을 정립하고 확산하여 디지털시대 역사학 및 인문학 연구에 기여를 목표로 한다.
약학대학에선 바이오헬스규제과학과가 있다. 이는 과학적 근거 중심의 의약품 안전성평가에 대한 분야의 전문가를 양성하는 학과이다. 의약품 개발을 위한 비임상 안전성·약리와 품질을 평가하는 안전성·품질 트랙,  바이오의약품 개발을 위한 안전성 평가를 하는 바이오의약품트랙, 의약품 전주기 안전관리에서 빅데이터 분석과 안전성 평가를 하는 임상사회약학(RWE) 트랙이 있다.

## 같이 보기
- 대한민국의 교육
- 고등기술연구원
- 아주대학교병원